# Parole parole
"Parole parole" is een nummer van de Italiaanse zangers Mina en Alberto Lupo. Het nummer werd in april 1972 uitgebracht. In 1973 bracht Dalida een Franstalige versie onder de titel "Paroles, paroles" uit op haar album Julien. Op 17 januari van dat jaar werd het uitgebracht als de eerste single van het album.

## Achtergrond

### Originele versie
De tekst van "Parole parole" is geschreven door Leo Chiosso en Giancarlo Del Re, terwijl de muziek is geschreven door Gianni Ferrio. Zij waren destijds respectievelijk de schrijvers en de dirigent van het Italiaanse televisieprogramma Teatro 10. Het nummer, waarvan de titel naar het Nederlands te vertalen is als "Woorden, woorden", is een dialoog tussen de zang van Mina en de spoken word-passages van Lupo. Het nummer gaat over loze woorden; de zangeres vertelt over het einde van de liefde en de leugens die zij aan moet horen, terwijl de mannelijke acteur alleen maar praat. Zij spot met de complimenten die hij haar geeft en noemt ze slechts lege woorden.
Het nummer werd in april 1972 uitgebracht door PDU, het onafhankelijke platenlabel van Mina. Het werd een hit in Italië. Ook werd het uitgebracht op Mina's album Cinquemilaquarantatrè en stond het op de soundtrack van de film I'm Not Scared uit 2003.

### Versie van Dalida en Alain Delon
Producer Bruno Gigliotti, ook bekend als Orlando en de broer van Dalida, was in Italië toen "Parole parole" werd uitgebracht en hoorde het nummer. Hij vroeg aan de rechthebbenden van het nummer of Dalida het mocht opnemen. Zij vond dit een goed idee en vroeg aan Alain Delon, met wie zij al zeventien jaar bevriend was, of hij de mannelijke stem wilde inspreken, een aanbod dat hij direct accepteerde. Orlando vroeg aan Michaële of zij de Franse tekst zou willen schrijven, omdat zij net als Dalida in Egypte is geboren en daardoor haar Italiaanse accent zou begrijpen. Delon was tevreden met deze tekst, die de titel "Paroles, paroles" meekreeg, maar Dalida vond dat er een aantal woorden veranderd moesten worden. Aangezien Michaële erop stond dat de door haar geschreven tekst niet zou veranderen, gebeurde dit niet.
De muziek van "Paroles, paroles" werd apart van de zang opgenomen. De muziek neigt naar bossanova. Dalida en Delon namen hun stemmen ook apart op. Dalida nam haar deel eerst op, waarna Delon de lichten in de studio uitdeed, vroeg om een kruk en zijn stem insprak terwijl hij naar Dalida keek. Het nummer werd op 17 januari 1973, de veertigste verjaardag van Dalida, uitgebracht in Frankrijk, en kwam gedurende het jaar in steeds meer landen uit als single. Het werd een grote hit en kwam in Frankrijk en Monaco op de nummer 1-positie terecht. Daarnaast werd het ook in Japan, Luxemburg, Mexico, Portugal en Wallonië de top 10 gehaald. In Nederland kwam de single niet in de Top 40 terecht en bleef het steken op de eerste plaats in de Tipparade. Het groeide uit tot een van de bekendste nummers van Dalida en de titel groeide uit tot een Franse uitdrukking, die staat voor "mensen die beloften maken en zich er nooit aan houden".

### Overige versies
"Parole parole" is vele malen gecoverd. In Nederland werd een versie met de titel "Gebabbel" bekend in de uitvoering van Ramses Shaffy en Liesbeth List. In 1992 maakten Paul de Leeuw en Willeke Alberti een parodie op deze versie. Dit nummer werd uitgebracht als single met dubbele A-kant, samen met "Vlieg met me mee" van De Leeuw, en bereikte de tweede plaats in de Nederlandse Top 40 en de eerste plaats in de Nationale Top 100.
Andere versies, die in verschillende talen worden gezongen, zijn gemaakt door Adriano Celentano, Gigi D'Agostino, Amanda Lear met Titof, Marinella met Kostas Spyropoulos, Nicole & Hugo, Ajda Pekkan met Cüneyt Türel, Tonicha met João Perry, Anna Vissi met Thanasis Alevras en Zap Mama met Vincent Cassel. Daarnaast bracht Delon het in 1996 in duet met Céline Dion ten gehore als eerbetoon aan Dalida. Dalida maakte zelf een Duitse versie met Friedrich Schütter onder de titel "Worte, nur Worte" in 1973, een versie die zij in 1983 opnieuw uitbracht in duet met Harald Juhnke.

## Hitnoteringen

### Dalida & Alain Delon

#### NPO Radio 2 Top 2000
| Nummer met noteringen in de NPO Radio 2 Top 2000 | '99  | '00 | '01  | '02  | '03  | '04  | '05  | '06  | '07  | '08  | '09  | '10  | '11  | '12  |
| ------------------------------------------------ | ---- | --- | ---- | ---- | ---- | ---- | ---- | ---- | ---- | ---- | ---- | ---- | ---- | ---- |
| Paroles, paroles                                 | 1780 | -   | 1391 | 1752 | 1954 | 1338 | 1588 | 1500 | 1702 | 1593 | 1514 | 1752 | 1982 | 1942 |

1. ↑  Een '-' betekent dat het nummer niet was genoteerd en een vetgedrukt getal geeft de hoogste notering aan.
2. ↑  Deze tabel is bijgewerkt tot en met de laatste editie (2024).

### Paul de Leeuw & Willeke Alberti

#### Nederlandse Top 40
| Hitnotering: 07-11-1992 t/m 13-02-1993 | Hitnotering: 07-11-1992 t/m 13-02-1993 | Hitnotering: 07-11-1992 t/m 13-02-1993 | Hitnotering: 07-11-1992 t/m 13-02-1993 | Hitnotering: 07-11-1992 t/m 13-02-1993 | Hitnotering: 07-11-1992 t/m 13-02-1993 | Hitnotering: 07-11-1992 t/m 13-02-1993 | Hitnotering: 07-11-1992 t/m 13-02-1993 | Hitnotering: 07-11-1992 t/m 13-02-1993 | Hitnotering: 07-11-1992 t/m 13-02-1993 | Hitnotering: 07-11-1992 t/m 13-02-1993 | Hitnotering: 07-11-1992 t/m 13-02-1993 | Hitnotering: 07-11-1992 t/m 13-02-1993 | Hitnotering: 07-11-1992 t/m 13-02-1993 | Hitnotering: 07-11-1992 t/m 13-02-1993 | Hitnotering: 07-11-1992 t/m 13-02-1993 |
| Week                                   | 1                                      | 2                                      | 3                                      | 4                                      | 5                                      | 6                                      | 7                                      | 8                                      | 9                                      | 10                                     | 11                                     | 12                                     | 13                                     | 14                                     |                                        |
| -------------------------------------- | -------------------------------------- | -------------------------------------- | -------------------------------------- | -------------------------------------- | -------------------------------------- | -------------------------------------- | -------------------------------------- | -------------------------------------- | -------------------------------------- | -------------------------------------- | -------------------------------------- | -------------------------------------- | -------------------------------------- | -------------------------------------- | -------------------------------------- |
| Nummer                                 | 33                                     | 18                                     | 13                                     | 6                                      | 3                                      | 2                                      | 2                                      | 3                                      | 5                                      | 5                                      | 12                                     | 15                                     | 25                                     | 38                                     | uit                                    |

#### Nationale Top 100/Top 50
Na week 12 werd het aantal noteringen in deze lijst gewijzigd van 100 naar 50.
| Hitnotering: 07-11-1992 t/m 27-02-1993 | Hitnotering: 07-11-1992 t/m 27-02-1993 | Hitnotering: 07-11-1992 t/m 27-02-1993 | Hitnotering: 07-11-1992 t/m 27-02-1993 | Hitnotering: 07-11-1992 t/m 27-02-1993 | Hitnotering: 07-11-1992 t/m 27-02-1993 | Hitnotering: 07-11-1992 t/m 27-02-1993 | Hitnotering: 07-11-1992 t/m 27-02-1993 | Hitnotering: 07-11-1992 t/m 27-02-1993 | Hitnotering: 07-11-1992 t/m 27-02-1993 | Hitnotering: 07-11-1992 t/m 27-02-1993 | Hitnotering: 07-11-1992 t/m 27-02-1993 | Hitnotering: 07-11-1992 t/m 27-02-1993 | Hitnotering: 07-11-1992 t/m 27-02-1993 | Hitnotering: 07-11-1992 t/m 27-02-1993 | Hitnotering: 07-11-1992 t/m 27-02-1993 | Hitnotering: 07-11-1992 t/m 27-02-1993 | Hitnotering: 07-11-1992 t/m 27-02-1993 |
| Week                                   | 1                                      | 2                                      | 3                                      | 4                                      | 5                                      | 6                                      | 7                                      | 8                                      | 9                                      | 10                                     | 11                                     | 12                                     | 13                                     | 14                                     | 15                                     | 16                                     |                                        |
| -------------------------------------- | -------------------------------------- | -------------------------------------- | -------------------------------------- | -------------------------------------- | -------------------------------------- | -------------------------------------- | -------------------------------------- | -------------------------------------- | -------------------------------------- | -------------------------------------- | -------------------------------------- | -------------------------------------- | -------------------------------------- | -------------------------------------- | -------------------------------------- | -------------------------------------- | -------------------------------------- |
| Nummer                                 | 67                                     | 32                                     | 14                                     | 5                                      | 1                                      | 1                                      | 1                                      | 3                                      | 6                                      | 6                                      | 8                                      | 8                                      | 16                                     | 31                                     | 41                                     | 46                                     | uit                                    |